# Viitka
Viitka är en ort i Estland. Den ligger i Vastseliina kommun och landskapet Võrumaa, i den sydöstra delen av landet, 250 km sydost om huvudstaden Tallinn. Viitka ligger 190 meter över havet och antalet invånare är 144.
Terrängen runt Viitka är platt, och sluttar norrut. Runt Viitka är det mycket glesbefolkat, med 4 invånare per kvadratkilometer. Närmaste större samhälle är Vastseliina, 5,1 km nordväst om Viitka. I omgivningarna runt Viitka växer i huvudsak blandskog.